# 마하반둘라 가든 거리

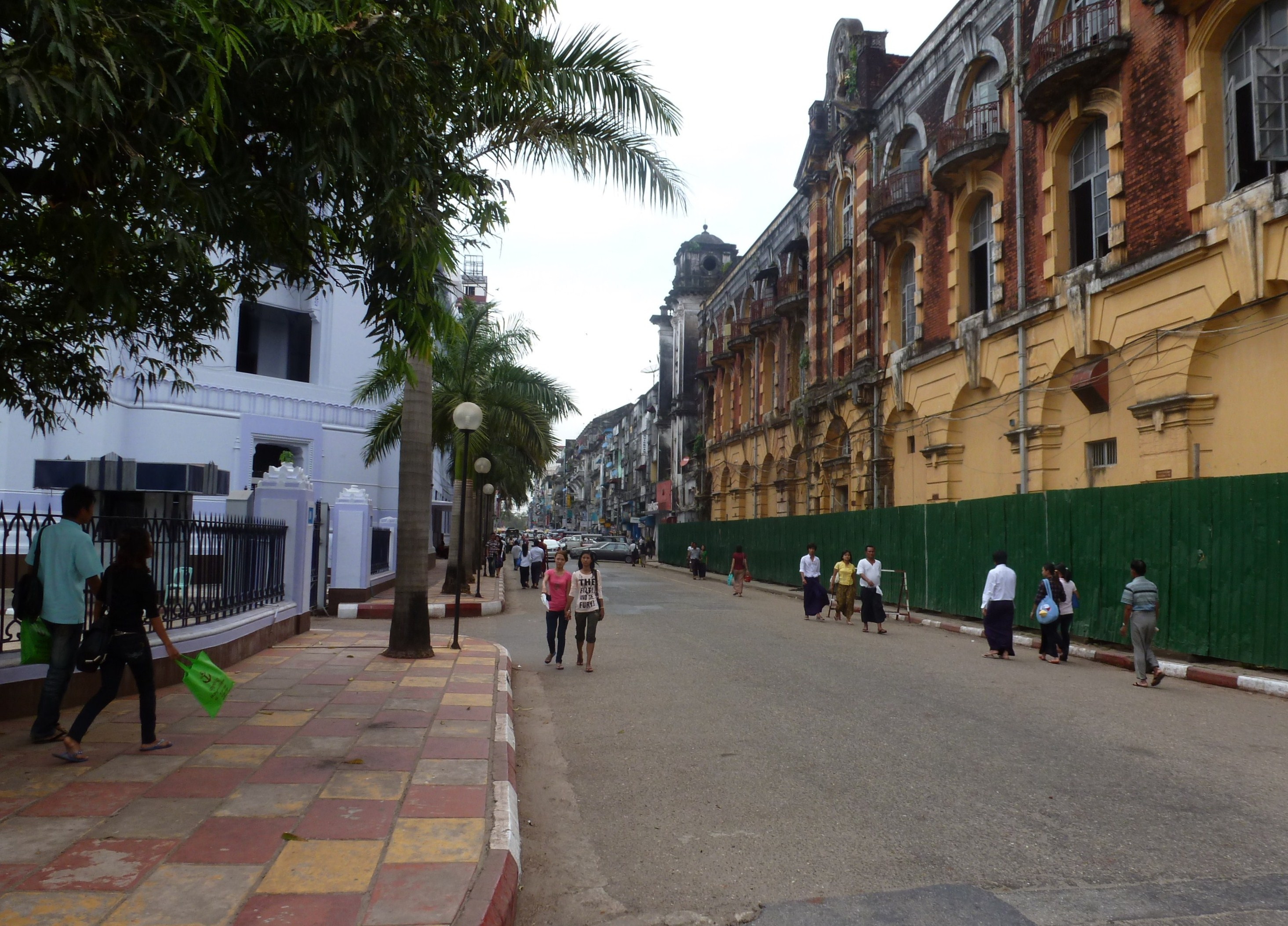

마하반둘라 가든 거리(မဟာဗန္ဓုလပန်းခြံလမ်း)는 미얀마 양곤에 있는 길거리이다. 마하반둘라 공원이 위치하고 있다.